# Sławomir Lewczuk
Sławomir Lewczuk (ur. 12 listopada 1938 w Czerkasach koło Kowla, zm. 25 stycznia 2020 w Krakowie) – polski architekt, malarz, rysownik, grafik i scenograf.

## Twórczość
Studiował na Wydziale Architektury Politechniki Krakowskiej oraz w pracowni prof. Emila Krchy na Wydziale Malarstwa Akademii Sztuk Pięknych w Krakowie w latach 1957–1965. Od 1966 roku tworzył w zakresie malarstwa, grafiki, rysunku i scenografii. Brał udział w 10 wystawach międzynarodowych oraz w kilkudziesięciu wystawach za granicą. Miał 44 wystawy indywidualne oraz brał udział w ponad 150 wystawach krajowych i środowiskowych. Współpracował artystycznie z wydawnictwami, redakcjami i teatrami w kraju oraz za granicą. Zdobył 25 nagród i wyróżnień w konkursach i imprezach plastycznych, w 2019 roku został laureatem Nagrody im. Witolda Wojtkiewicza. Jego prace znajdują się w zbiorach muzealnych w kraju oraz w prywatnych w kraju i za granicą. Pochowany na Cmentarzu Prądnik Czerwony w Krakowie (kw. CCCXV-5-27).

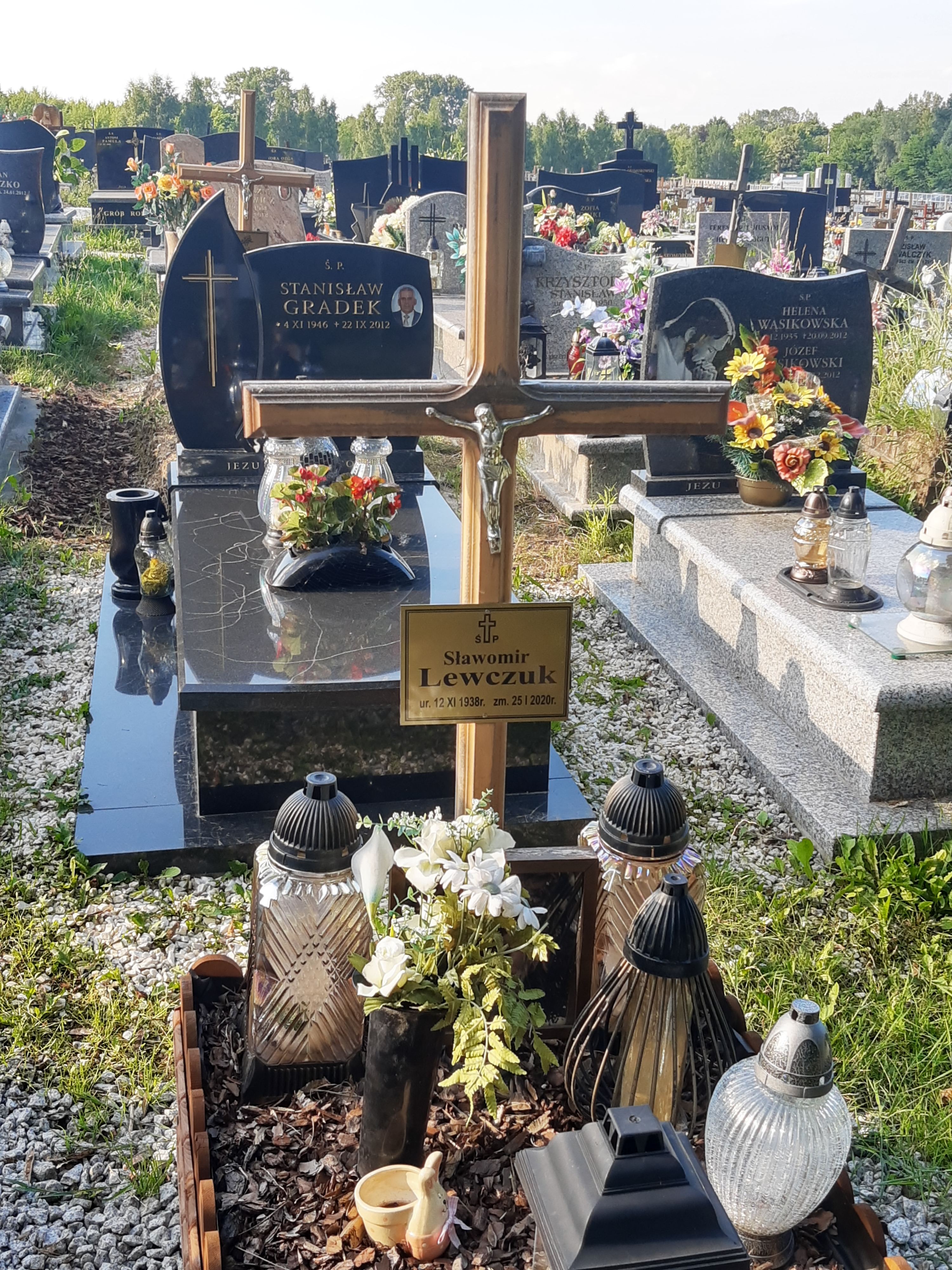
Grób Sławomira Lewczuka na cmentarzu Prądnik Czerwony w Krakowie